# Les Tilleuls-Vaudoncourt
Les Tilleuls-Vaudoncourt is een voormalige gemeente in het Franse departement Meuse in de toenmalige regio Lotharingen. De gemeente werd in 1973 gevoromd door de fusie van de gemeenten Muzeray en Vaudoncourt en maakte deel uit van het arrondissement Verdun en van het kanton Spincourt. In 1982 werd de fusie ongedaan gemaakt en werden de voormalige gemeenten weer hersteld.